# Alberigo Evani
Alberigo Evani (Massa, Italija, 1. siječnja 1963.) je talijanski nogometni trener te bivši nogometaš i nacionalni reprezentativac.

## Karijera

### Klupska karijera
Evani je proizvod nogometne škole AC Milana a u klubu je proveo najveći dio svoje igračke karijere. Članom seniorske momčadi postao je 1980. godine te je svoju prvu prvenstvenu utakmicu odigrao 21. lipnja 1981. u gostujućoj utakmici bez pogodaka protiv Bologne. Te sezone je s momčadi bio prvak Serie B.
Nakon što je klub 1987. preuzeo Arrigo Sacchi, Evani je postao ključni igrač AC Milana koji je tada osvojio talijansko prvenstvo i dvije Lige prvaka. Dobri rezultati nastavili su se i odlaskom Sacchija i dolaskom Fabija Capella, tako da je Evani s klubom 1992. i 1993. osvojio dva uzastopna naslova talijanskog prvaka.
1993. godine Evani je potpisao za Sampdoriju u kojoj je proveo četiri sezone te je s njome osvojio Coppa Italiju. Do kraja igračke karijere još je nastupao za Reggianu i Carrarese.

### Reprezentativna karijera
Evani je najprije nastupao za U21 selekciju s kojom je stigao do polufinala europskog juniorskog prvenstva 1984. godine. Također, bio je član mlade reprezentacije koja je 1988. nastupila na Olimpijadi u Seoulu te je s njome osvojio četvrto mjesto, izgubivši od Zapadne Njemačke.
Nakon što je 1991. godine Sacchi preuzeo talijansku reprezentaciju, uveo je Alberiga Evanija koji je tijekom njegovog mandata bio standardni igrač. S Italijom je nastupio na Svjetskom prvenstvu 1994. u SAD-u na kojem su Azzuri stigli do finala protiv Brazila. U utakmici bez pogodaka, pitanje svjetskog prvaka odlučivalo se izvođenjem kaznenih udaraca. Evani je tada uspio realizirati svoj jedanaesterac, međutim Italija je ostala bez svjetskog naslova zbog promašaja Franca Baresija, Danielea Massara i Roberta Baggija.
Ta utakmica je za Evanija ujedno bila i posljednja u nacionalnom dresu.

### Trenerska karijera
Alberigo je trenersku karijeru započeo u klubu iz kojeg je potekao, AC Milanu. U njemu je vodio mlade sastave. Od 1998. do 2005. vodio je "giovanile", od 2005. do 2008. sastav do 17 godina ("Allievi Nazionali") te 2008. do 2009. sastav za prvenstvo "Primavera" na kojem smiju sudjelovati igrači starosti od 15 do 19 godina. Na seniorskoj razini debitirao 2009. u sanmarinskom istoimenom niželigašu. Poslije toga je istovremeno vodio mlade talijanske reprezentacije igrača starosti do 18 i do 19 godina.

## Osvojeni trofeji

### Klupski trofeji
| Klub      | Trofej                 | Sezona / godina |
| Italija   | Italija                | Italija         |
| --------- | ---------------------- | --------------- |
| AC Milan  | Serie B                | 1980./81.       |
| AC Milan  | Serie B                | 1982./83.       |
| AC Milan  | Scudetto               | 1987./88.       |
| AC Milan  | Supercoppa Italiana    | 1988.           |
| AC Milan  | Liga prvaka            | 1989.           |
| AC Milan  | Superkup Europe        | 1989.           |
| AC Milan  | Interkontinentalni kup | 1989.           |
| AC Milan  | Liga prvaka            | 1990.           |
| AC Milan  | Superkup Europe        | 1990.           |
| AC Milan  | Interkontinentalni kup | 1990.           |
| AC Milan  | Scudetto               | 1991./92.       |
| AC Milan  | Supercoppa Italiana    | 1992.           |
| AC Milan  | Scudetto               | 1992./93.       |
| AC Milan  | Supercoppa Italiana    | 1993.           |
| Sampdoria | Coppa Italia           | 1994.           |

### Reprezentativni trofeji
| Turnir                     | Trofej | Godina |
| -------------------------- | ------ | ------ |
| Svjetsko prvenstvo u SAD-u | Srebro | 1994.  |

## Vanjske poveznice
- National Football Teams.com